# Ангел Бобоков
Ангел Димитров Бобоков е български политик от БКП.

## Биография
Роден е на 21 януари 1929 г. в русенското село Пиргос. Завършва гимназия и учителства две години в селото си. От 1945 г. е член на РМС, а от 1952 г. на БКП. Между 1948 и 1950 г. завежда отдел в ОкК на ДСНМ в Русе. След това учи във Висше военнополитически училище и постъпва в българската армия. От 1954 г. е председател на ТКЗС в Пиргово. Завършва висше агрономическо образование във ВССИ.
През 1969 г. е секретар на Окръжния комитет на БКП в Русе, а след това председател на ИК на Окръжния народен съвет. През 1973 г. става първи секретар на Окръжния комитет на БКП в Русе. През периода 1978 – 1983 г. става завеждащ отдел „Селскостопански“ при ЦК на БКП. По-късно през периода 1983 – 1989 г. е първи заместник-завеждащ на същия отдел. След промените през ноември 1989 г. е освободен от длъжност в ЦК на БКП. Член е на НС на ОФ. Награждаван е с ордените „Герой на социалистическия труд“ и „Георги Димитров“ От 1971 до 1981 г. е кандидат-член на ЦК на БКП. В периода 1981 – 1990 г. е член на ЦК на БКП. Племенници на Ангел Бобоков са русенските бизнесмени братята Пламен Бобоков - оръжеен бизнесмен и собственик на "Приста Ойл" и Атанас Бобоков.